# Epistrophe flavipennis
Epistrophe flavipennis är en tvåvingeart som beskrevs av Huo, Ren och Zheng 2007. Epistrophe flavipennis ingår i släktet brynblomflugor, och familjen blomflugor.
Artens utbredningsområde är Shaanxi (Kina). Inga underarter finns listade i Catalogue of Life.